# Kieselbach (Saar)
Der Kieselbach ist ein ehemaliger Zufluss der Saar. Er entspringt am Fuße des Schwarzenberges.

## Verlauf
Der Kieselbach entspringt an zwei Stellen. Zum einen an der Willingsquelle (früher: Kieselquelle) und am Römerbrünnchen. Der Kieselbach verläuft von der Willingsquelle aus durch eine Einbuchtung an einem Wanderweg bis zu einem See. Dort vereinigen sich der Kieselbach vom Römerbrünnchen und der der Willingsquelle. Dies ist der derzeitige Endpunkt des Kieselbaches. Früher führte er weiter nach Süden bis zu einem Teich an der Kobenhütte. Danach führte der Bach weiter nach Süden in die heutige Straße Kieselpfad und wurde vom Strummerbrunnen und dem Holzbrunnen am Kaninchenberg gespeist. Er führte weiter bis hin in die Saar.

## Geschichte
Die erste urkundliche Erwähnung geht auf das 1514 zurück. Das Wasser war von guter Qualität. Seit dem Beginn des 20. Jahrhunderts wurden viele Teile des Kieselbaches trockengelegt. Zunächst, um für das Wohnviertel Rotenbühl Platz zu machen. Der südliche Teil des Kieselbaches wurde trockengelegt, Strummersbrunnen und Holzbrunnen versiegt. Damit endete der Kieselbach seitdem an der Kobenhütte im Teich. Im Laufe der Zeit produzierte die Willingsquelle immer weniger Wasser, bis der Bach beinahe verschwunden war. Der große See am Römerbrünnchen wurde 2008 trockengelegt, seitdem ist dort nur noch ein sehr kurzes Bächlein vorhanden. Die Willingsquelle ist derzeit (Stand: Januar 2012) fast komplett ausgetrocknet und produziert kaum noch Wasser, damit ist die Existenz des Kieselbaches stark bedroht.
Derzeit (Stand: März 2012) ist der Teich an der Kobenhütte fast ausgetrocknet und wird nicht vom Kieselbach gespeist. An manchen Tagen produziert die Willingsquelle kein Wasser, womit der Kieselbach teilweise ganz ausgetrocknet ist (Stand: März 2012).